# Bazídiumos gombák
A bazídiumos gombák (Basidiomycota) rendszertani törzse a gombák országába tartozik, a tömlősgombák (Ascomycota) törzsével együtt alkotják a Dikarya alországot, ami a legtöbb „magasabbrendű gombát” magába foglalja. A bazídiumos gombák fonalainak szövedéke teleptestet alkot. A teleptest része a kalap és a tönk. A kalapban található gombafonalak végén alakul ki a bazídium, amely egy megvastagodott rész. Ez termeli a spórákat.
A bazídiumos gombák közül mintegy 30 000 fajt írtak le, ez az eddig ismert gombák 37%-a.

## Modern osztályozásuk
A legfrissebb, 67 mikológus együttes munkájával megalkotott 2007-es osztályozás három altörzset (Pucciniomycotina, Ustilaginomycotina, Agaricomycotina) és két, ezeken kívül eső osztály-szintű taxont (Wallemiomycetes, Entorrhizomycetes) ír le a törzsön belül. A jelenlegi osztályozás számos korábbi taxonómiai csoportot egyesít vagy szétvág (lásd lejjebb).
A Basidiomycota törzset hagyományosan két, elavult osztályra, az osztatlan bazídiumú gombákra (Homobasidiomycetes) (ide tartoznak a valódi – kalapos – gombák) és az osztott bazídiumú gombákra (Heterobasidiomycetes) (rozsdagombák, üszöggombák, kocsonyagombák) osztották. Azelőtt a teljes Basidiomycotát osztály szinten kezelték a mára érvénytelen Basidiomycetes néven (1959), ami az Ascomycetes párja volt, amikor még azt sem tekintették törzsnek. Manapság a basidiomycetes és ascomycetes kifejezések pongyolán ugyan, de a törzsre utalnak.
Az Agaricomycotina tartalmazza a korábbi termőréteges gombák (Hymenomycetes) osztályt (egy elavult, morfológiai alapokra helyezett bazídiumosgomba-osztály, ezeknél a spórák a felszíni termőrétegben keletkeznek), a hasasgombák vagy pöfeteggombák (Gasteromycetes) osztályát (hasonlóan elavult osztály, melynél a bazídiumok nem alkotnak külön réteget, hanem egy gömbölyű termőtest belsejét töltik ki), valamint a kocsonyagombák többségét.
Az Ustilaginomycotina tartalmazza a legtöbb, de nem az összes korábbi üszöggombát és az Exobasidiales taxont.
A Pucciniomycotina magába foglalja a rozsdagombákat, a rovarparazita/szimbionta Septobasidium nemzetséget, a korábbi üszöggombák egy csoportját (a „tükör”-élesztőt is tartalmazó Microbotryomycetes-en belül) és néhány furcsa, ritkán látott, gyakran növényeken élősködő gombát.
Két osztály, a Wallemiomycetes és az Entorrhizomycetes jelenleg nem sorolható be altörzsbe.

## Hagyományos rendszerezés
A törzsbe az újabb rendszerezések szerint 3 altörzs tartozik:
- Teliomycotina altörzs
  - Rozsdagombák (Urediniomycetes) osztálya
- Ustilaginomycotina altörzs
  - Üszöggombák (Ustilaginomycetes) osztálya
  - Exobasidiomycetes osztály
- Himeniális termőtestű gombák (Hymenomycotina) altörzs
  - Osztott bazídiumú gombák (Heterobasidiomycetes) osztálya
  - Osztatlan bazídiumú gombák (Homobasidiomycetes) osztálya

A közismert kalapos gombák, köztük az ehető gombák fajainak túlnyomó része (98%) a himeniális termőtestű gombák altörzsén belül az osztatlan bazídiumú gombák osztályába tartozik.

### Alternatív osztályozás
Más rendszerezések a bazídiumos gombákat nem törzsnek tartják, hanem osztálynak (Basidiomycetes) a valódi gombák törzsén belül, és két alosztályukat különböztetik meg:
- Osztott bazídiumú gombák alosztálya (Heterobasidiomycetidae)
- Osztatlan bazídiumú gombák alosztálya (Homobasidiomycetidae)

A rozsda- és az üszöggombák ezen osztályozás szerint nem alkotnak külön csoportokat, hanem az osztott bazídiumú gombák közé tartoznak.

## Tulajdonságaik
A bazídiumnak a keletkezése és formája szempontjából két fontos típusa különböztethető meg: a holo- és a fragmobazídium. A holobazídium a meiózis után egysejtű (osztatlan) marad, a fragmobazídium viszont szeptumok keletkezése révén több sejtre tagolódik. A tagolódás következtében az utóbbi hosszában vagy keresztben osztott lehet. Hosszában osztott bazídium fordul elő például a Tremellales rendben, keresztben osztott pedig az Auriculariales és az Uredinales rendben.
A bazídiumos gombák feltehetőleg a tömlősgombákkal állnak filogenetikai kapcsolatban. Erre utal a bazídiumok – mindenekelőtt a holobazídium – nagymértékű hasonlósága az aszkusszal, valamint a tömlősgombák horogképzése és a bazídiumos gombák csatképzése közötti csekély különbség. Amíg azonban az osztatlan bazídiumú gombák közvetlenül kapcsolatba hozhatók a tömlősgombákkal, az osztott bazídiumú gombák, illetve a rozsda- és az üszöggombák redukált, parazita formáknak tekinthetők.

## Szaporodásuk
Aszkusszal homológ spóraképző szervük a bazídium , amelynek bunkós végeiről négy bazídiospóra fűződik le (külső vagy exogén spóraképződés). Tipikus, differenciált ivarszerveik nem alakulnak ki. Fejlődésük során – ellentétben a tömlősgombákkal – a haploid, különnemű spórákból kialakult primer fonalak igen korai stádiumban összeolvadnak (somatogamia) dikariotikus, szekunder fonalakat létrehozva. Az ezekből fejlődő termőtestek már csak kétmagvú sejteket tartalmaznak. A hifák növekedése során a dikariotikus állapotot a tömlősgombáknál ismertetett horogképződéshez hasonló csatképződés tartja fenn. A szekunder micélium évekig a talajban élhet, amíg megfelelő környezeti tényezők hatására megindul a termőtestképződés. A hifák sejtfalanyaga kitin. A szeptumokon jellegzetes nyílások, az ún. parentoszómás dolipórusok alakulnak ki. Kivételt képeznek a parazita rozsda- és üszöggombák, amelyeknek egyszerű pórusaik vannak. Elsődlegesen az ivaros folyamat befejeződésének eredményeképpen kialakuló bazídiospórákkal terjednek. Ivartalanul konídiumokkal és klamidospórákkal szaporodnak.

### Fejlődésmenet
A haploid bazidiospórák kicsírázva haploid hifát hoznak létre. Ez, a tömlősgombákkal ellentétben rövid időn belül összeolvad egy ellentétes ivarjellegű haploid hifával, így dikariotikus micélium jön létre. Ez beszövi az aljzatát (szubsztrátumát). A környezet megfelelő kémiai és egyéb jeleire a micélium egyes pontjain létrejön a termőtest, melynek termőrétegében létrejönnek a bazídiumok. Itt történik a magok összeolvadása (kariogámia), melyet meiózis követ, létrehozva a 4 bazidiospórát a bazídium csúcsán.

## Táplálkozásuk, élettani hatásuk
A közismert ehető és termesztett gombák is idetartoznak. A fajok egy része azonban mérges vagy kemény húsú, nehezen emészthető. Többségük szaprotróf módon, különböző növényi anyagokon (fa, szalma, trágya stb.) táplálkozik. Mások szimbiózisban élnek mohákkal vagy edényes növényekkel, azok rizoidáival, illetve gyökereivel ún. mikorrhizát képezve. A rozsda- és az üszöggombák kultúrnövényeink parazitáiként veszélyes mezőgazdasági károsítók.